# Georgiberg (Sankt Kanzian am Klopeiner See)
Der Georgiberg ist ein 624 Meter hoher Berg in der Gemeinde St. Kanzian südöstlich des Klopeiner Sees in Kärnten, in einem Gebiet, das schon von den Kelten und Römern besiedelt wurde.
Im 13. Jahrhundert wurde der Klopeiner See nach der Kirche bzw. der Burg als St. Georgs-See benannt. Die Siedlung am Fuße des Georgiberges erhielt daher den Namen Unterburg.

## Höhensiedlung Gracarca
Schon 1927 wurde Oswald Menghin auf dieser länglichen Felsrippe (625 m über dem Meeresspiegel) fündig, die durch den Gespensterwegsattel von der Gracarca im Westen getrennt ist. Wall und Graben sind heute noch an der Westseite gut zu sehen, werden zumeist der Urzeit zugewiesen. Andere Wallzüge im Süden der Kirche bleiben fraglich. Die Funde datieren von der frühesten Eisen- bis in spätkeltische Zeit.

## Kath. Filialkirche hl. Georg am Georgiberg
Auf dem Georgiberg steht die Georgikirche, die zwischen 1060 und 1070 erstmals urkundlich erwähnt wurde. Die Kirche selbst ist der letzte Baurest einer herzöglichen, mittelalterlichen Burg am Georgiberg, die 1267/1268 auch urkundlich als castrum bezeugt ist. Im südlichen Vorfeld der Kirche erstreckte sich der bis ins vorige Jahrhundert belegte Friedhof. Die Georgikirche ist ein spätgotischer Bau (um 1500). Die Mauern des Langhauses stammen vom romanischen Bau aus dem 11., das dreieckige Kreuzgratgewölbe im Langhaus aus dem 17. Jahrhundert. Die einfachen Altäre der Georgikirche stammen aus dem frühen 18. Jahrhundert. Die Aposteldarstellung im Chor gehört der Zeit nach 1500 an. Die Kapelle im Süden – heute mit der Wunschglocke – ist ein späterer Anbau.
Im Turm an der Südseite der Georgikirche hängt eine Wunschglocke. In früherer Zeit sind zu dieser Glocke gerne Jungfrauen gepilgert. Beim Läuten der Glocke haben sie sich einen Mann gewünscht und ihr Wunsch soll sich auch erfüllt haben. Der Georgiberg ist ein beliebtes Ausflugsziel, das einen guten Ausblick über den Klopeiner See und nach Eberndorf bietet.

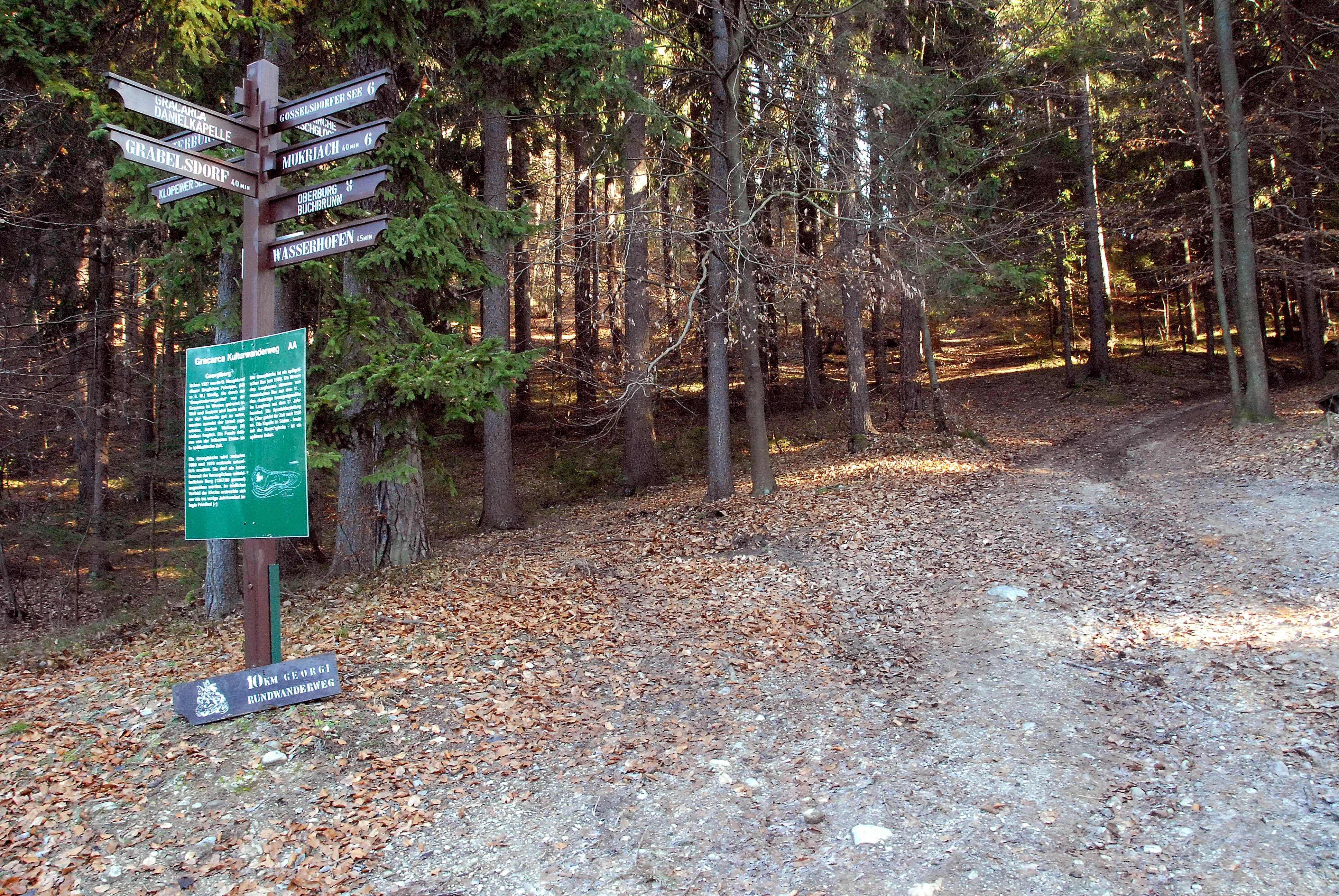
Gespensterwegsattel zwischen Gracarca und Georgiberg
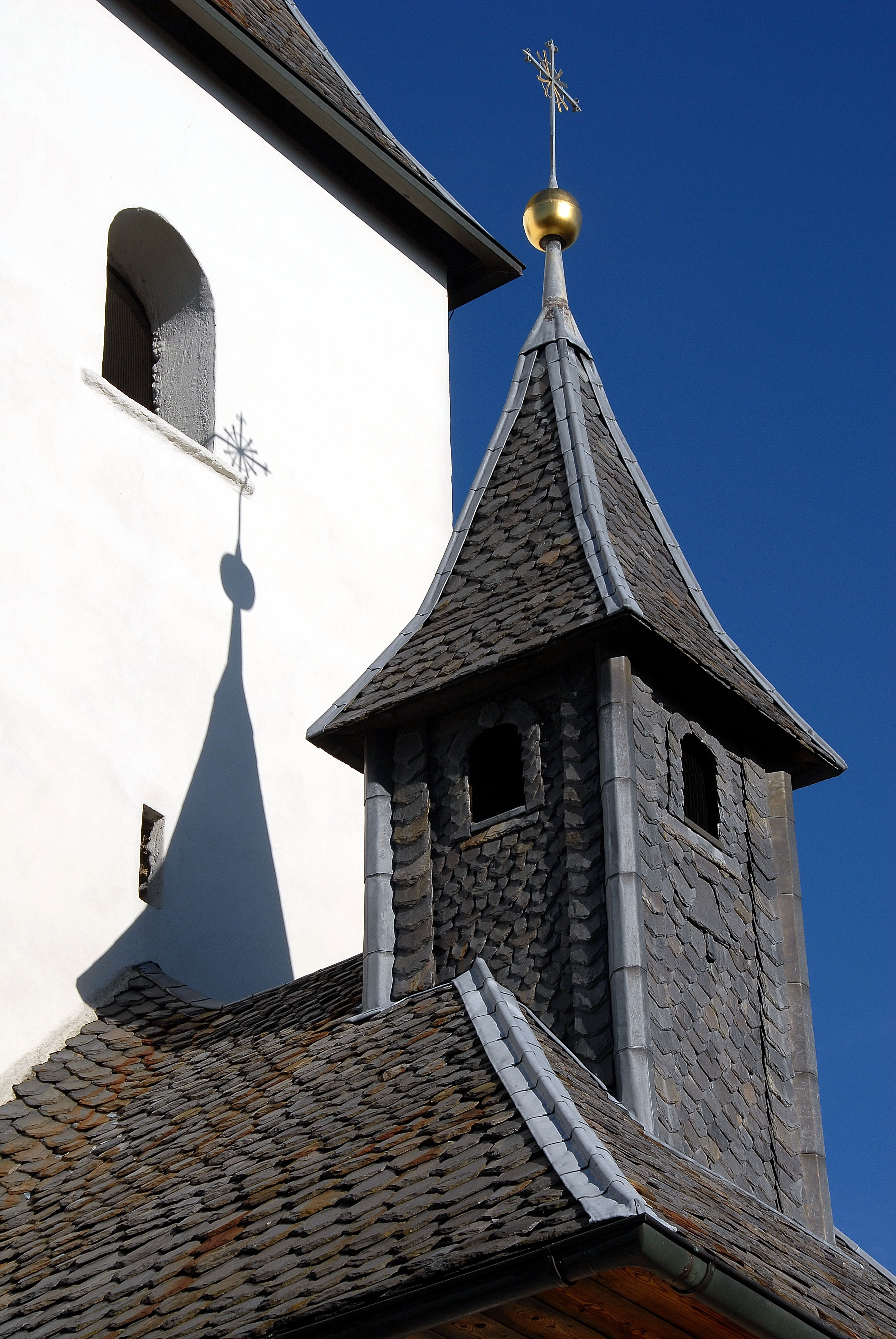
Wunschglocke im Dachreiter
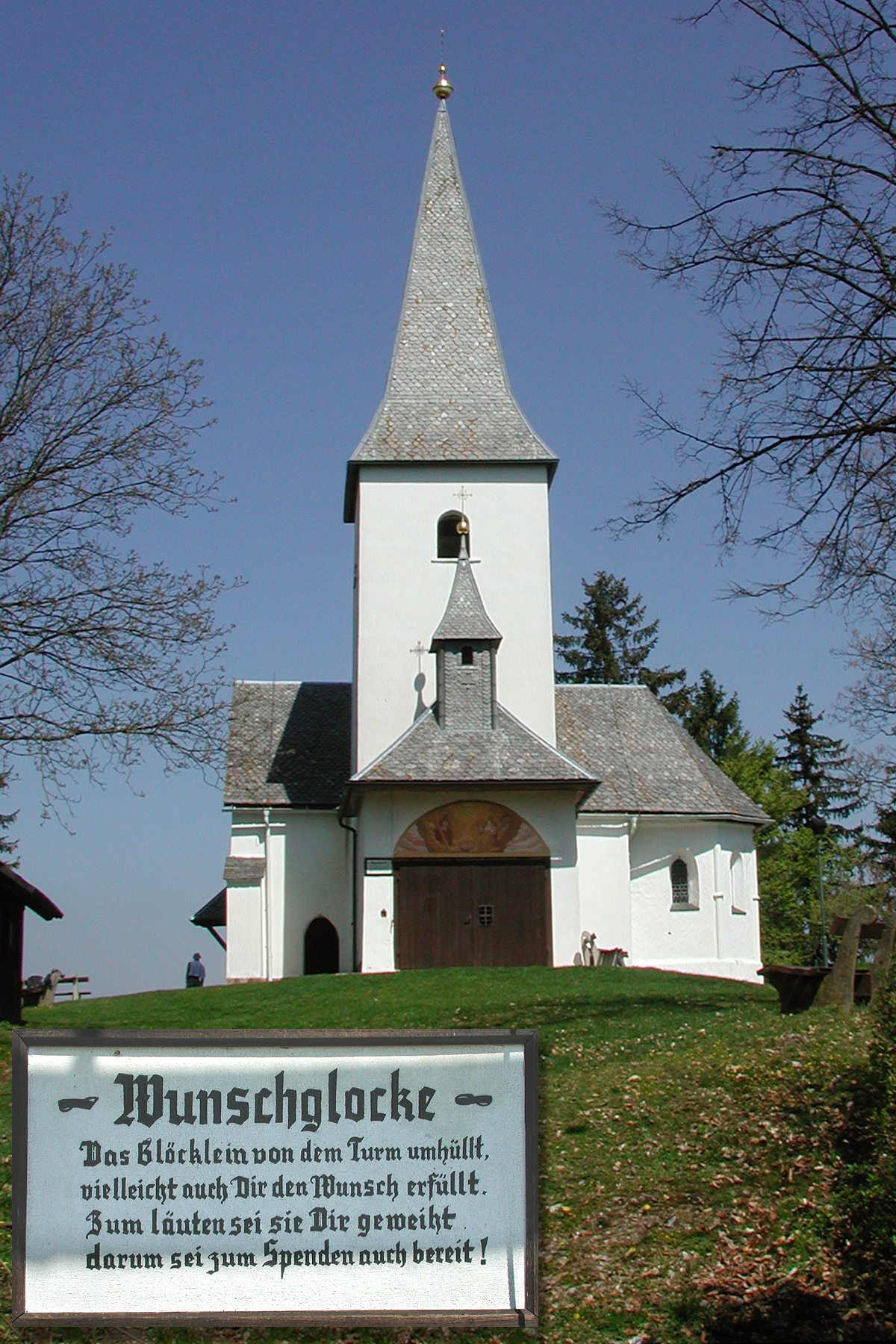
Georgikirche mit Wunschglocke
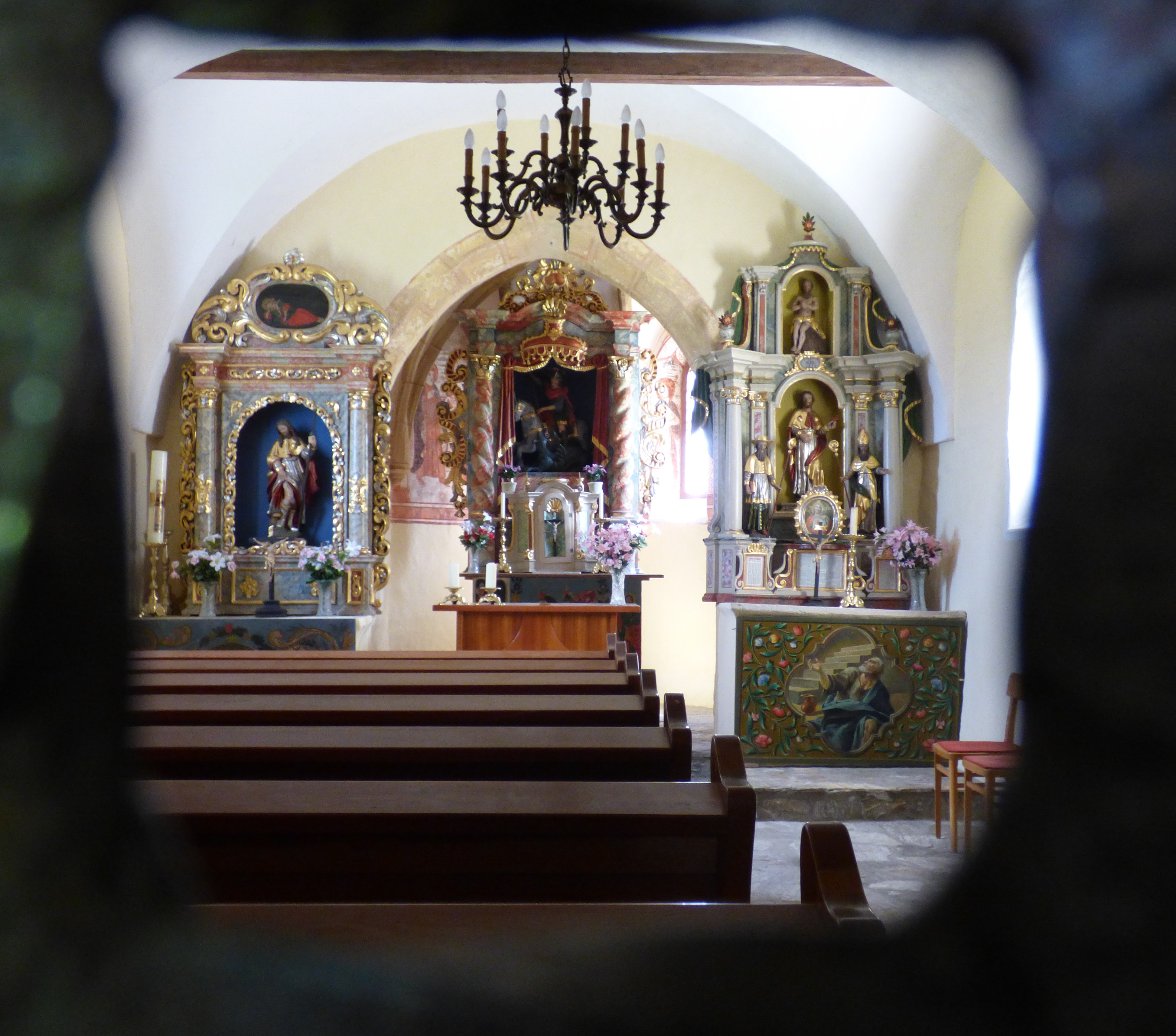
Innenansicht